# Dub Syndicate
Dub Syndicate é uma banda de dub formada por Adrian Sherwood, e veio a ser uma vitrine para a colaboração de Adrian Sherwood com Style Scott, ex-baterista das bandas Roots Radics e Creation Rebel.

## Discografia

### Álbuns
- The Pounding System (Ambience in Dub) (1982)
- One Way System (1983)
- North of the River Thames (com Dr. Pablo, 1984)
- Tunes from the Missing Channel (1985)
- Time Boom X De Devil Dead (com Lee 'Scratch' Perry, 1987)
- Strike the Balance (1990)
- From the Secret Laboratory (com Lee 'Scratch' Perry, 1990)
- Stoned Immaculate (1991)
- Echomania (1994)
- Ital Breakfast (1996)
- Mellow & Colly (1998)
- Fear of a Green Planet (1998)
- Acres of Space (2001)
- No Bed of Roses (2004)

### Compilações
- Classic Selection Volume 1 (1989)
- Classic Selection Volume 2 (1990)
- Live at the T+C - 1991 – com Akabu e Bim Sherman (1993)
- Classic Selection Volume 3 (1994)
- Research and Development (1996)
- Live at the Maritime Hall (2000)
- Murder Tone (2002)
- Pure Thrill Seekers (2005)
- The Rasta Far I (2006)